# STANAG 4082

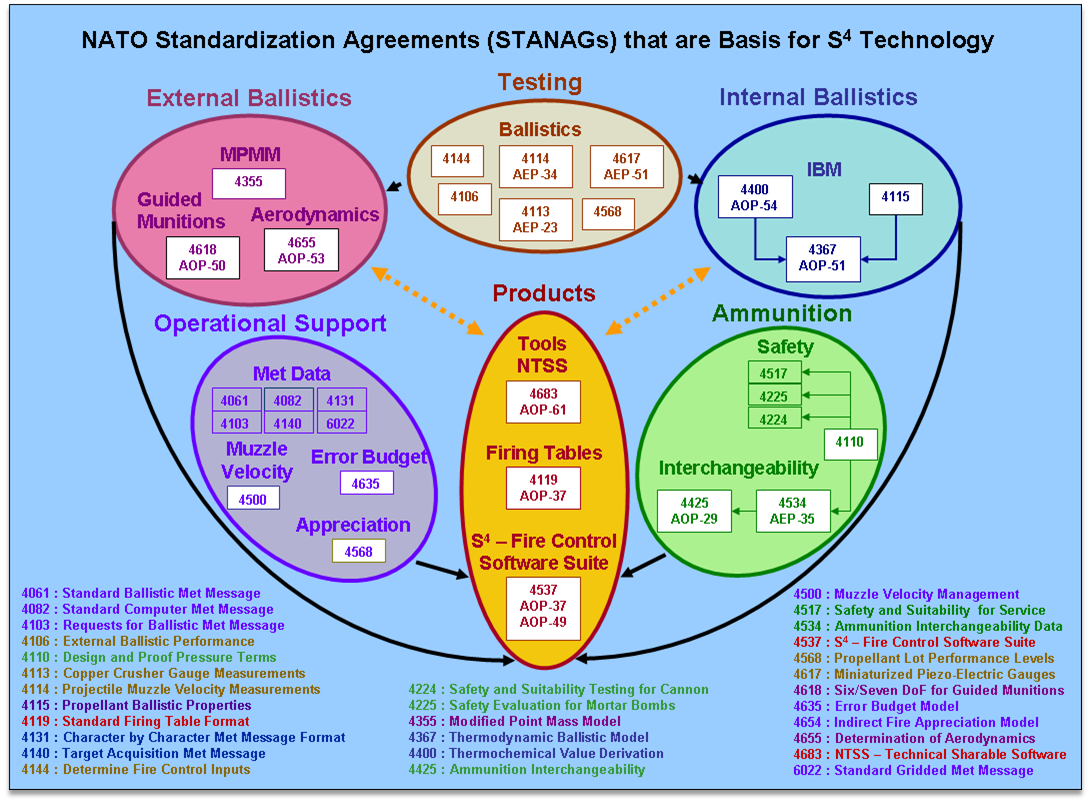
Система стандартів НАТО

STANAG 4082 — Adoption of a Standard Artillery Computer Meteorological Message (METCM) — стандарт НАТО щодо метеорологічної інформації для зовнішньої балістики. 
Відповідні текстові повідомлення містять інформацію про температуру, тиск, швидкість та напрям вітру.
Куратором цього стандарту є панель[прояснити] MILMET[уточнити], колишня робоча група BMWG. 
Друга редакція STANAG 4082 була офіційно оприлюднена 28 травня 1969 року. Третя редакція була скасована у травні 2019 р., замінена стандартом кодування метеорологічних та океанографічних даних (STANAG 6015).

## Примтіки
1. ↑  Архівована копія (PDF). Архів оригіналу (PDF) за 20 вересня 2020. Процитовано 6 січня 2020.{{cite web}}:  Обслуговування CS1: Сторінки з текстом «archived copy» як значення параметру title (посилання)